# 인천아라중학교
인천아라중학교(仁川아라中學校)는 대한민국 인천광역시 서구 당하동에 있는 공립 중학교이다.

## 학교 연혁
- 2020년 11월 30일 : 인천아라중학교 착공
- 2022년 2월 15일 : 인천아라중학교 준공
- 2022년 3월 1일 : 초대 김은희 교장 취임
- 2022년 3월 2일 : 개교 21학급 (일반학급 20, 특수학급 1)
- 2023년 1월 5일 : 제1회 졸업식(101명)
- 2024년 1월 9일 : 제2회 졸업식(170명)
- 2024년 3월 4일 : 제3회 입학식(432명)

## 참고 자료
- 인천아라중학교 - 한국교육학술정보원 학교알리미